# Oberst Brecht
Die Oberst Brecht (Kennung: A601) ist ein Patrouillenboot des österreichischen Bundesheeres, das 2006 nach 48 Einsatzjahren außer Dienst gestellt wurde.

## Geschichte
Die Oberst Brecht wurde in der Schiffswerft Korneuburg gebaut und am 20. Jänner 1958 vom Stapel gelassen. Am 16. Mai 1958 erfolgte die erste Ausfahrt, ehe sie am 14. Oktober 1958 als erstes Boot einer geplanten, neun Boote umfassenden Donauflottille dem österreichischen Bundesheer übergeben wurde. Aus budgetären Gründen wurde jedoch neben der Oberst Brecht nur die Niederösterreich (Kennung: A604) verwirklicht, die beide in der Patrouillenbootstaffel eingesetzt wurden.
Die Oberst Brecht wurde nach dem am 11. Dezember 1908 geborenen, ersten Pionierinspektor des 2. Bundesheeres, Oberst Friedrich Brecht benannt, der kurz vor Fertigstellung des Schiffes verstarb.
Das erste Bordscharfschießen wurde am 27. September 1973 in der Schlögener Schlinge durchgeführt. Von 2003 bis 2004 wurde die Oberst Brecht von der Pioniertruppenschule, mit Unterstützung des Amtes für Wehrtechnik, generalüberholt und stark modifiziert, u. a. wurde das Fahrerhaus über die ganze Bootsbreite erweitert, die Fensterflächen stark verringert, der nach hinten geneigte Mast entfernt und ein neuer Tarnanstrich aufgetragen.

## Auftrag
- Schifffahrtspolizeiliche Assistenzaufgaben im Verbund mit Schifffahrtspolizei, Exekutive und Zoll
- Katastrophenhilfe
- Sicherung und Überwachung der Donau in Krisenzeiten
- Durchsetzung österreichischer Interessen, notfalls mit Waffengewalt

Das Boot wurde aber auch zum Drücken von Pontonfähren, als Schleppboot, als Schulungsboot für Motorboot- und Schiffsführerpatentkurse, zur Echolotvermessung von Flussprofilen und ähnlichem eingesetzt.

## Momentaner Status
Da das Heeresgeschichtliche Museum dem Bundesministerium für Landesverteidigung (BMLV) untersteht und die Oberst Brecht formal nur außer Dienst gestellt wurde, gehört sie weiterhin zur Bewaffnung des Bundesheeres. Auch eine Wiederindienststellung ist möglich, aus militärischen und budgetären Gründen jedoch unwahrscheinlich. Die Oberst Brecht liegt zurzeit gemeinsam mit der Niederösterreich in der Schiffswerft Korneuburg und kann dort besichtigt werden.